# Meduza (Band)
Meduza ist ein italienisches EDM-Trio, das durch die 2019 erschienene Single Piece of Your Heart bekannt wurde.

## Karriere
Das Trio veröffentlichte am 1. Februar 2019 die Single Piece of Your Heart mit der britischen Popgruppe Goodboys. Diese erreichte im März die britischen Musikcharts, zwei Monate später war sie auf Platz zwei gestiegen und wurde von der BPI mit einer dreifachen Platin-Schallplatte ausgezeichnet. Wenig später erschien ein Remix des brasilianischen DJs Alok. Auch in anderen Ländern weltweit konnte der Song Chartplatzierungen erreichen, unter anderem auch Platz 10 in den US-amerikanischen Dancecharts.

## Diskografie

### Alben
- 2023: Meduza (UK: Silber)

### Singles
| Jahr | Titel Album                                                | Höchstplatzierung, Gesamtwochen, AuszeichnungChartplatzierungen (Jahr, Titel, Album, Platzierungen, Wochen, Auszeichnungen, Anmerkungen) | Höchstplatzierung, Gesamtwochen, AuszeichnungChartplatzierungen (Jahr, Titel, Album, Platzierungen, Wochen, Auszeichnungen, Anmerkungen) | Höchstplatzierung, Gesamtwochen, AuszeichnungChartplatzierungen (Jahr, Titel, Album, Platzierungen, Wochen, Auszeichnungen, Anmerkungen) | Höchstplatzierung, Gesamtwochen, AuszeichnungChartplatzierungen (Jahr, Titel, Album, Platzierungen, Wochen, Auszeichnungen, Anmerkungen) | Höchstplatzierung, Gesamtwochen, AuszeichnungChartplatzierungen (Jahr, Titel, Album, Platzierungen, Wochen, Auszeichnungen, Anmerkungen) | Höchstplatzierung, Gesamtwochen, AuszeichnungChartplatzierungen (Jahr, Titel, Album, Platzierungen, Wochen, Auszeichnungen, Anmerkungen) | Anmerkungen                                                                      |
| Jahr | Titel Album                                                | DE | AT | CH | UK | Dance | IT | Anmerkungen                                                                      |
| ---- | ---------------------------------------------------------- | --- | --- | --- | --- | --- | --- | -------------------------------------------------------------------------------- |
| 2019 | Piece of Your Heart Meduza                                 | DE4 ×3Dreifachgold · (42 Wo.)DE | AT9 (30 Wo.)AT | CH6 (55 Wo.)CH | UK2 ×3Dreifachplatin · (39 Wo.)UK | Dance10 Platin · (26 Wo.)Dance | IT10 ×3Dreifachplatin · (42 Wo.)IT | Erstveröffentlichung: 9. April 2019 feat. Goodboys                               |
| 2019 | Lose Control Meduza                                        | DE30 Platin · (29 Wo.)DE | AT53 Gold · (17 Wo.)AT | CH22 (38 Wo.)CH | UK11 ×2Doppelplatin · (29 Wo.)UK | Dance4 Platin · (26 Wo.)Dance | IT37 Platin · (34 Wo.)IT | Erstveröffentlichung: 24. Oktober 2019 mit Becky Hill und Goodboys               |
| 2020 | Born to Love –                                             | — | — | — | — | Dance28 (5 Wo.)Dance | — | Erstveröffentlichung: 14. Februar 2020 feat. Shells                              |
| 2020 | Paradise Meduza                                            | DE14 Platin · (41 Wo.)DE | AT15 Platin · (31 Wo.)AT | CH14 (46 Wo.)CH | UK5 Platin · (30 Wo.)UK | Dance6 Platin · (30 Wo.)Dance | IT19 Platin · (19 Wo.)IT | Erstveröffentlichung: 30. Oktober 2020 feat. Dermot Kennedy                      |
| 2021 | Tell It to My Heart Meduza                                 | DE70 (4 Wo.)DE | — | CH65 (2 Wo.)CH | UK46 Silber · (11 Wo.)UK | Dance10 Gold · (26 Wo.)Dance | IT70 Platin · (7 Wo.)IT | Erstveröffentlichung: 29. Oktober 2021 feat. Hozier                              |
| 2022 | Bad Memories Meduza                                        | DE13 Gold · (47 Wo.)DE | AT6 Gold · (44 Wo.)AT | CH19 Platin · (52 Wo.)CH | UK80 Gold · (14 Wo.)UK | Dance14 (26 Wo.)Dance | — | Erstveröffentlichung: 22. Juli 2022 mit James Carter feat. Elley Duhé & Fast Boy |
| 2022 | Under Pressure –                                           | — | — | — | — | — | — | Erstveröffentlichung: 23. September 2022 mit Vintage Culture & Ben Samama        |
| 2023 | Pegasus –                                                  | — | — | — | — | Dance38 (1 Wo.)Dance | — | Erstveröffentlichung: 7. Februar 2023 mit Eli & Fur                              |
| 2023 | Phone Meduza                                               | — | — | — | — | Dance29 (4 Wo.)Dance | — | Erstveröffentlichung: 7. Juli 2023 mit Samp Tompkins & Em Beihold                |
| 2023 | Upside Down Meduza                                         | — | — | — | — | Dance26 (4 Wo.)Dance | — | Erstveröffentlichung: 14. April 2023 mit Poppy Baskcomb                          |
| 2024 | Fire Artificial Paradise (Deluxe Edition) • Oldschool Love | DE29 (15 Wo.)DE | AT49 (4 Wo.)AT | CH68 (5 Wo.)CH | — | Dance26 (4 Wo.)Dance | — | Erstveröffentlichung: 10. Mai 2024 mit Leony & OneRepublic                       |

### Remixe
- 2018: Friendly Fires – Heaven Let Me In
- 2019: Ferreck Dawn, Robosonic & Nikki Ambers – In My Arms
- 2019: MK – Body 2 Body
- 2019: Ritual & Emily Warren – Using
- 2019: R Plus & Dido – My Boy
- 2020: Dermot Kennedy – Power Over Me
- 2020: Lifelike & Kris Menace – Discopolis 2.0
- 2020: John Legend – Wild
- 2021: Ed Sheeran – Bad Habits
- 2022: Supermode – Tell Me Why

## Auszeichnungen für Musikverkäufe
| Goldene Schallplatte - Belgien - 2021: für die Single Paradise - Brasilien - 2024: für die Single Born to Love - 2025: für die Single Fire - Dänemark - 2023: für die Single Bad Memories - Frankreich - 2020: für die Single Lose Control - 2022: für die Single Paradise - 2024: für die Single Bad Memories - Griechenland - 2021: für die Single Paradise - Kanada - 2023: für die Single Bad Memories - Mexiko - 2020: für die Single Piece of Your Heart - Polen - 2022: für die Single Tell It to My Heart - 2023: für das Album Meduza - Portugal - 2022: für die Single Tell It to My Heart - Spanien - 2024: für die Single Bad Memories Platin-Schallplatte - Australien - 2021: für die Single Paradise - Belgien - 2020: für die Single Lose Control - 2023: für die Single Bad Memories - Brasilien - 2024: für die Single Under Pressure - 2025: für die Single Phone - Dänemark - 2021: für die Single Lose Control - 2022: für die Single Paradise - Griechenland - 2021: für die Single Lose Control - 2023: für die Single Bad Memories - Italien - 2023: für die Single Bad Memories - Kanada - 2023: für die Single Tell It to My Heart - Portugal - 2021: für die Single Paradise - 2023: für die Single Bad Memories - Schweden - 2022: für die Single Lose Control - 2022: für die Single Paradise - Spanien - 2024: für die Single Lose Control - 2025: für die Single Paradise | 2× Platin-Schallplatte - Belgien - 2019: für die Single Piece of Your Heart - Dänemark - 2021: für die Single Piece of Your Heart - Neuseeland - 2022: für die Single Lose Control - Polen - 2021: für die Single Paradise - Portugal - 2021: für die Single Lose Control - Schweden - 2022: für die Single Piece of Your Heart - Spanien - 2025: für die Single Piece of Your Heart 3× Platin-Schallplatte - Kanada - 2023: für die Single Lose Control - 2023: für die Single Paradise - Mexiko - 2020: für die Single Lose Control - Neuseeland - 2023: für die Single Piece of Your Heart - Polen - 2021: für die Single Lose Control - 2024: für die Single Bad Memories 4× Platin-Schallplatte - Australien - 2021: für die Single Lose Control - Kanada - 2023: für die Single Piece of Your Heart - Polen - 2021: für die Single Piece of Your Heart - Portugal - 2021: für die Single Piece of Your Heart | 5× Platin-Schallplatte - Australien - 2020: für die Single Piece of Your Heart Diamantene Schallplatte - Brasilien - 2024: für die Single Bad Memories - 2024: für die Single Tell It to My Heart - Frankreich - 2022: für die Single Piece of Your Heart - Mexiko - 2020: für die Single Piece of Your Heart 2× Diamantene Schallplatte - Brasilien - 2024: für die Single Paradise - 2024: für das Album Meduza 4× Diamantene Schallplatte - Brasilien - 2024: für die Single Lose Control 9× Diamantene Schallplatte - Brasilien - 2024: für die Single Piece of Your Heart |

Anmerkung: Auszeichnungen in Ländern aus den Charttabellen bzw. Chartboxen sind in ebendiesen zu finden.
| Land/RegionAuszeichnungen für Musikverkäufe (Land/Region, Auszeichnungen, Verkäufe, Quellen) | Silber     | Gold       | Platin       | Diamant       | Verkäufe  | Quellen              |
| -------------------------------------------------------------------------------------------- | ---------- | ---------- | ------------ | ------------- | --------- | -------------------- |
| Australien (ARIA)                                                                            | —          | —          | 10× Platin10 | —             | 700.000   | aria.com.au          |
| Belgien (BRMA)                                                                               | —          | Gold1      | 4× Platin4   | —             | 180.000   | ultratop.be          |
| Brasilien (PMB)                                                                              | —          | 2× Gold2   | 2× Platin2   | 19× Diamant19 | 3.160.000 | pro-musicabr.org.br  |
| Dänemark (IFPI)                                                                              | —          | Gold1      | 4× Platin4   | —             | 405.000   | ifpi.dk              |
| Deutschland (BVMI)                                                                           | —          | 2× Gold2   | 3× Platin3   | —             | 1.600.000 | musikindustrie.de    |
| Frankreich (SNEP)                                                                            | —          | 3× Gold3   | —            | Diamant1      | 633.333   | snepmusique.com      |
| Griechenland (IFPI)                                                                          | —          | Gold1      | 2× Platin2   | —             | 50.000    | Einzelnachweise      |
| Italien (FIMI)                                                                               | —          | —          | 7× Platin7   | —             | 550.000   | fimi.it              |
| Kanada (MC)                                                                                  | —          | Gold1      | 11× Platin11 | —             | 920.000   | musiccanada.com      |
| Mexiko (AMPROFON)                                                                            | —          | Gold1      | 3× Platin3   | Diamant1      | 510.000   | amprofon.com.mx      |
| Neuseeland (RMNZ)                                                                            | —          | —          | 5× Platin5   | —             | 150.000   | radioscope.co.nz     |
| Österreich (IFPI)                                                                            | —          | 2× Gold2   | Platin1      | —             | 60.000    | ifpi.at              |
| Polen (ZPAV)                                                                                 | —          | 2× Gold2   | 12× Platin12 | —             | 635.000   | olis.pl              |
| Portugal (AFP)                                                                               | —          | Gold1      | 8× Platin8   | —             | 85.000    | Einzelnachweise      |
| Schweden (IFPI)                                                                              | —          | —          | 4× Platin4   | —             | 320.000   | sverigetopplistan.se |
| Schweiz (IFPI)                                                                               | —          | —          | Platin1      | —             | 20.000    | hitparade.ch         |
| Spanien (Promusicae)                                                                         | —          | Gold1      | 4× Platin4   | —             | 270.000   | elportaldemusica.es  |
| Vereinigte Staaten (RIAA)                                                                    | —          | Gold1      | 3× Platin3   | —             | 3.500.000 | riaa.com             |
| Vereinigtes Königreich (BPI)                                                                 | 2× Silber2 | Gold1      | 6× Platin6   | —             | 4.260.000 | bpi.co.uk            |
| Insgesamt                                                                                    | 2× Silber2 | 20× Gold20 | 90× Platin90 | 21× Diamant21 |           |                      |

## Künstlerauszeichnungen
| Jahr | Auszeichnung  | Kategorie            | Werk                | Ergebnis  | Quelle |
| ---- | ------------- | -------------------- | ------------------- | --------- | ------ |
| 2020 | Grammy Awards | Best Dance Recording | Piece of Your Heart | Nominiert | [ 9 ]  |

## Belege
1. 1 2  Chartquellen: DE AT CH UK US IT
2. ↑  Hot Dance/Electronic Songs: June 1, 2019
3. ↑  Gold für Paradise in Griechenland (Memento vom 10. Juni 2021 im Internet Archive)
4. ↑  Gold für Tell It to My Heart in Portugal
5. ↑  Platin für Lose Control in Griechenland (Memento vom 1. Juli 2021 im Internet Archive)
6. ↑  Platin für Bad Memories in Griechenland (Memento vom 17. Mai 2023 im Internet Archive)
7. 1 2 3  TOP AFP/AUDIOGEST Semanas 01 a 52 de 2021. (PDF) In: audiogest.pt. Abgerufen am 2. September 2022 (portugiesisch).
8. ↑  Platin für Bad Memories in Portugal
9. ↑  62nd Annual GRAMMY Awards. 19. Mai 2020, abgerufen am 13. August 2020 (englisch).